# Lista odcinków serialu Roswell: W kręgu tajemnic
Poniżej znajduje się lista odcinków serialu Roswell: W kręgu tajemnic  emitowanego w latach 1999–2002.

## Przegląd sezonów
| Seria | Seria | Odcinki | Premierowa emisja   | Premierowa emisja | Premierowa emisja | Premierowa emisja | Premierowa emisja |
| Seria | Seria | Odcinki | Premiera            | Finał             | Stacja            | Premiera          | Finał             |
| ----- | ----- | ------- | ------------------- | ----------------- | ----------------- | ----------------- | ----------------- |
|       | 1     | 22      | 6 października 1999 | 15 maja 2000      | The WB            | 13 maja 2001      | 26 sierpnia 2001  |
|       | 2     | 21      | 2 listopada 2000    | 21 maja 2001      | The WB            | 16 listopada 2002 | 8 marca 2003      |
|       | 3     | 18      | 9 października 2001 | 14 maja 2002      | UPN               | 15 marca 2003     | 2 sierpnia 2003   |

## Lista odcinków

### Sezon 1 (1999–2000)
| 1 | 1  | Pilot                    | Pilot                        | David Nutter       | Jason Katims                                | 6 października 1999  | 13 maja 2001     |
| 2 | 2  | The Morning After        | Poranek nazajutrz            | David Nutter       | Jason Katims                                | 13 października 1999 | 19 maja 2001     |
| 3 | 3  | Monsters                 | Potwory                      | David Semel        | Jason Katims, Thania St. John               | 20 października 1999 | 20 maja 2001     |
| 4 | 4  | Leaving Normal           | Porzucając normalność        | Chris Long         | Jason Katims                                | 27 października 1999 | 26 maja 2001     |
| Max zostaje pobity przez kolegów Kyle’a. Umiera babcia Liz. Max i Liz zbliżają się do siebie. Liz zrywa z Kyle’em. Isabel pomaga Marii w pracy w barze. |    |                          |                              |                    |                                             |                      |                  |
| 5 | 5  | Missing                  | Zguba                        | David Semel        | Jon Harmon Feldman                          | 3 listopada 1999     | 27 maja 2001     |
| 6 | 6  | 285 South                | Szosą 285 na południe        | Arvin Brown        | William Sind, Thania St. John               | 10 listopada 1999    | 2 czerwca 2001   |
| 7 | 7  | River Dog                | Rzeczny Pies                 | Jonathan Frakes    | Cheryl Cain                                 | 17 listopada 1999    | 3 czerwca 2001   |
| 8 | 8  | Blood Brother            | Bracia krwi                  | David Nutter       | Breen Frazier, Barry Pullman                | 24 listopada 1999    | 9 czerwca 2001   |
| 9 | 9  | Heat Wave                | Fala gorąca                  | Patrick R. Norris  | Jason Katims                                | 1 grudnia 1999       | 11 czerwca 2001  |
| 10 | 10 | The Balance              | Równowaga                    | John Behring       | Thania St. John                             | 15 grudnia 1999      | 16 czerwca 2001  |
| 11 | 11 | The Toy House            | Dom rodzinny                 | Michael Fields     | Jason Katims, Jon Harmon Feldman            | 19 stycznia 2000     | 18 czerwca 2001  |
| 12 | 12 | Into the Woods           | W lesie                      | Nick Marck         | Thania St. John                             | 26 stycznia 2000     | 23 czerwca 2001  |
| 13 | 13 | The UFO Convention       | Konwencja UFO                | Tucker Gates       | Jason Katims, Emily Whitesell               | 2 lutego 2000        | 24 czerwca 2001  |
| 14 | 14 | Blind Date               | Randka w ciemno              | Keith Samples      | Thania St. John                             | 9 lutego 2000        | 2 lipca 2001     |
| 15 | 15 | Independence Day         | Dzień niepodległości         | Paul Shapiro       | Toni Graphia                                | 16 lutego 2000       | 8 lipca 2001     |
| 16 | 16 | Sexual Healing           | Seksualne uzdrowienie        | David Semel        | Jan Oxenberg                                | 1 marca 2000         | 15 lipca 2001    |
| 17 | 17 | Crazy                    | Szalona                      | James Whitmore Jr. | Thania St. John                             | 10 kwietnia 2000     | 23 lipca 2001    |
| 18 | 18 | Tess, Lies and Videotape | Tess, kłamstwa i taśma wideo | Paul Shapiro       | Toni Graphia, Richard Whitley               | 17 kwietnia 2000     | 29 lipca 2001    |
| 19 | 19 | Four Square              | Cztery kwadraty              | Jonathan Frakes    | Thania St. John                             | 24 kwietnia 2000     | 5 sierpnia 2001  |
| 20 | 20 | Max to the Max           | Max do Maxa                  | Patrick R. Norris  | Toni Graphia                                | 1 maja 2000          | 12 sierpnia 2001 |
| 21 | 21 | The White Room           | Biały pokój                  | Jonathan Frakes    | Jason Katims, Thania St. John               | 8 maja 2000          | 20 sierpnia 2001 |
| 22 | 22 | Destiny                  | Przeznaczenie                | Patrick R. Norris  | Thania St. John, Toni Graphia, Jason Katims | 15 maja 2000         | 26 sierpnia 2001 |

### Sezon 2 (2000–2001)
| 23 | 1  | Skin and Bones                 | Skóra i kości                       | James A. Contner      | Jason Katims                                                                   | 2 listopada 2000  | 16 listopada 2002 |
| Max jest u psychologa, ten stwierdza, że bohater ma problemy typowe dla każdego nastolatka. Minęło 3 miesiące od ostatniego odcinka. Max i Liz oraz Michael i Maria nie są już razem. Pewien geolog- Grant Sorenson, znajduje na pustyni zakopane kości (są to kości prawdziwego Pierce’a, zamordowanego w 1 sezonie przez Michaela). Nasedo udający Pierce’a jest przesłuchiwany w sądzie. Jego sprawę prowadzi pani kongresmen Whitaker (mają romans). Sorenson udaje się ze znaleziskiem do Valentiego. Dowody z miejsca odnalezienia kości wskazują na Michaela (Valenti go kryje). Sprawę przejmuje Whitaker. Michael podgląda pracę policji i znajduje na pustyni kawałek skóry, który rozsypuje się w jego rękach. Z wakacji na Florydzie wraca Liz- znalazła pracę u Whitaker jako stażystka. Michael jest aresztowany. Liz wykorzystuje nową pracę i razem z Maxem włamuje się do biura Whitaker- niestety nic nie znajdują. Liz mówi Maxowi, że na jego miejscu szukałaby w instytucie badań toksykologicznych. Ten włamuje się tam razem z Tess i zmienia wiek kości- badania wykazują, że leżały w ziemi 42 lata. Maria mówi Michaelowi, że za nim tęskni, ale ten każe jej o sobie zapomnieć. Liz pozostaje obojętna na wyznania Maxa. Nasedo znajduje taki sam kawałek skóry, co Michael, chwilę potem zjawia się ranny u Maxa w pokoju, mówi, że „SKÓROWIE” są w Roswell i umiera... |    |                                |                                     |                       |                                                                                |                   |                   |
| 24 | 2  | Ask Not                        | Nie pytaj                           | Bruce Seth Green      | Ronald D. Moore                                                                | 9 listopada 2000  | 17 listopada 2002 |
| W Crash Down dziewczyny urządzają sobie imprezę. Nagle wpada tam Max i mówi, że Nasedo nie żyje. Na piersi ma krwawy odcisk dłoni. Bohaterowie zabierają ciało zmarłego do komory kosmicznej i próbują go wskrzesić- na próżno. Ciało Nasedo rozsypuje się w pył. Do Roswell, po wakacjach na obozie piłkarskim wraca Kyle. Valenti mówi mu, że Nasedo nie żyje.. Rozpoczyna się nowy rok szkolny. Maxa, Michaela, Isabel i Tess na każdym kroku śledzą Skórowie. Centrum kosmiczne, w którym pracuje Max kupuje nowa firma. Tess jest przygnębiona po śmierci Nasedo i próbuje znaleźć pocieszenie u Maxa. W tym czasie do jej domu włamują się Skórowie. Valenti proponuje Tess, żeby zamieszkała z nim i z Kyle’em. Liz oznajmia Whitaker, że dzwonił Pierce i powiedział, że wyjeżdża i nigdy już nie wróci. Pani kongresmen udaje pijaną i wyciąga od Liz informacje o Tess. Max włamuje się do biura nowego szefa. Podejrzewa, że jest on jednym ze Skórów. Szef przyłapuje go i wyrzuca Maxa z pracy. Max chce znaleźć Miltona (poprzedniego właściciela centrum UFO), by dowiedzieć się, co jest grane. W tym czasie Michael na własną rękę włamuje się do centrum i zostaje porażony przez tajemniczy kamień. Na szczęście udaje mu się uciec. Isabel mówi, że trzeba zabić nowego właściciela centrum- Brody’ego, jednak Max zatrzymuje ich tarczą (nowa umiejętność) i postanawia, że sam wszystko wyjaśni. Okazuje się, że Brody nie jest kosmitą, ale twierdzi, że został przez nich porwany, a teraz chce ich odnaleźć i dlatego przyjechał do Roswell. Kyle odstępuje Tess swój pokój. Max mówi Liz, że nie może jej zapomnieć i że nadal ją kocha. Okazuje się, że jednym ze Skórów jest nowa kelnerka Crash Down, ale jeszcze nikt o tym nie wie... |    |                                |                                     |                       |                                                                                |                   |                   |
| 25 | 3  | Surprise                       | Niespodzianka                       | Frederick King Keller | Toni Graphia                                                                   | 16 listopada 2000 | 23 listopada 2002 |
| W Crash Down odbywa się urodzinowe przyjęcie- niespodzianka dla Isabel (Kończy 18 lat). Przychodzi na nie pięknie ubrana, bo umówiła się z geologiem Sorrensonem. Odkąd przyszła nawiedzają ją straszne wizje- widzi wypadek i ranną Tess wołającą o pomoc. Liz mówi Whitaker o przyjęciu w knajpie jej rodziców, gdy tamta wychodzi, młoda bohaterka znajduje w jej szufladzie płytę. Liz odsłuchuje ją- okazało się, że Whitaker ją podsłuchiwała. Max zabrania Isabel widywać się z geologiem. Solenizantka cały czas niepokoi się, nieobecnością Tess na przyjęciu. Na przyjęcie wprasza się Whitaker. Max każe Isabel zatrzymać kongresmen jak najdłużej w lokalu, a tymczasem on i Michael idą szukać Tess. Isabel znów ma wizję (najmocniejszą) i postanawia sama poszukać Tess. Maria zawozi ją na miejsce wizji. Max i Valenti przeszukują rzeczy Tess. Znajdują jej telefon- ostatnio kontaktowała się z Sorrensonem. Mężczyźni włamują się do jego domu. Zostają przyłapani- geolog wyjaśnia, że Tess tylko doradzała mu, jaki prezent kupić Isabel. Tymczasem Michael przeszukuje biuro Whitaker- w aktach znajduje zdjęcia nowej kelnerki. Maria i Isabel dojeżdżają na miejsce wypadku. Na aucie Tess zauważają kawałek skóry. Docierają do jakiejś opuszczonej fabryki. Maria wraca, by powiadomić resztę, a Isabel sama wchodzi do środka. Michael wypytuje nową kelnerkę o zdjęcia- ta tłumaczy, że miała kiedyś romans z pasierbem Whitaker. Isabel znajduje ranną Tess. Przenosi ją do jakiegoś pomieszczenia i zamyka je od środka. Nagle widać ostre światło. Drzwi zaczęły się otwierać. Do środka wchodzi Whitaker... Tłumaczy, że Tess to pomyłka, bo tak naprawdę chodziło jej o Isabel. Mówi dziewczynie, że jest jedną z tych, do których należy Whitaker. Wmawia jej, że w poprzednim życiu zdradziła całą rodzinę i że teraz też tak zrobi. Okazuje się, że Whitaker jest kosmitką i to ona zabiła Nasedo. Szuka „granilitu”- Isabel nie wie, co to jest. Whitaker chce zabić ją i Tess- wyciąga kabel i kieruje na nie prąd. Nagle Isabel, nieznaną jej dotąd mocą, odpiera atak i zabija wroga... Dziewczyna jest wstrząśnięta. Na miejsce przyjeżdża reszta bohaterów. Isabel sama udaje się do komory i mówi do swej prawdziwej matki. Jest zła, że nie może jej nawet zobaczyć i rzuca kamieniem w swój kokon. Rozbiła go- pojawia się światło. Isabel przechodzi na drugą stronę komory- znalazła granilit... |    |                                |                                     |                       |                                                                                |                   |                   |
| 26 | 4  | Summer of '47                  | Lato 1947                           | Patrick R. Norris     | Gretchen J. Berg, Aaron Harberts                                               | 23 listopada 2000 | 24 listopada 2002 |
| 27 | 5  | The end of the world           | Koniec świata                       | Bill L. Norton        | Jason Katims                                                                   | 30 listopada 2000 | 30 listopada 2002 |
| 28 | 6  | Harvest                        | Żniwa                               | Paul Shapiro          | Fred Golan                                                                     | 6 grudnia 2000    | 7 grudnia 2002    |
| 29 | 7  | Wipe out!                      | Starcie!                            | Michael Lange         | Gretchen J. Berg, Aaron Harberts                                               | 13 grudnia 2000   | 8 grudnia 2002    |
| 30 | 8  | Meet The Dupes                 | Spotkanie ofiar oszustwa            | James A. Contner      | Toni Graphia                                                                   | 20 grudnia 2000   | 14 grudnia 2002   |
| 31 | 9  | Max in the city                | Max w wielkim mieście               | Patrick R. Norris     | Ronald D. Moore                                                                | 27 grudnia 2000   | 15 grudnia 2002   |
| 32 | 10 | A Roswell Christmas Carol      | Roswellowska kolęda                 | Patrick R. Norris     | Jason Katims                                                                   | 18 grudnia 2000   | 21 grudnia 2002   |
| 33 | 11 | To Serve And Protect           | Do służenia i chronienia            | Jefery Levy           | Breen Frazier                                                                  | 22 stycznia 2001  | 22 grudnia 2002   |
| 34 | 12 | We are family                  | Jesteśmy rodziną                    | David Grossman        | Gretchen J. Berg, Aaron Harberts                                               | 29 stycznia 2001  | 4 stycznia 2003   |
| 35 | 13 | Disturbing Behaviour           | Niepokojące zachowanie              | James Whitmore Jr.    | Ronald D. Moore                                                                | 5 lutego 2001     | 11 stycznia 2003  |
| 36 | 14 | How the Other Half Lives       | Jak żyje druga połowa               | Paul Shapiro          | Gretchen J. Berg, Aaron Harberts, Breen Frazier, Jason Katims, Ronald D. Moore | 19 lutego 2001    | 18 stycznia 2003  |
| 37 | 15 | Viva Las Vegas                 | Wiwat Las Vegas                     | Bruce Seth Green      | Gretchen J. Berg, Aaron Harberts                                               | 26 lutego 2001    | 25 stycznia 2003  |
| 38 | 16 | Heart of Mine                  | Moje serce                          | Lawrence Trilling     | Jason Katims                                                                   | 16 kwietnia 2001  | 1 lutego 2003     |
| 39 | 17 | Cry Your Name                  | Opłakujmy Twoje imię                | Allan Kroeker         | Ronald D. Moore                                                                | 23 kwietnia 2001  | 8 lutego 2003     |
| 40 | 18 | It’s To Late, And It’s Too Bad | Jest zbyt późno i jest naprawdę źle | Patrick R. Norris     | Gretchen J. Berg, Aaron Harberts                                               | 30 kwietnia 2001  | 15 lutego 2003    |
| 41 | 19 | Baby, It’s You                 | Dziecko, ono jest Wasze             | Rodney Charters       | Lisa Klink                                                                     | 7 maja 2001       | 22 lutego 2003    |
| 42 | 20 | Off the Menu                   | Poza menu                           | Patrick R. Norris     | Russel Friend, Garrett Lerner                                                  | 14 maja 2001      | 1 marca 2003      |
| 43 | 21 | The Departure                  | Odlot                               | Patrick R. Norris     | Jason Katims                                                                   | 21 maja 2001      | 8 marca 2003      |

### Sezon 3 (2001–2002)
| №  | Nr | Tytuł                                         | Tytuł polski                        | Reżyseria             | Scenariusz                                  | Premiera (UPN)       | Premiera w Polsce (Polsat) |
| -- | -- | --------------------------------------------- | ----------------------------------- | --------------------- | ------------------------------------------- | -------------------- | -------------------------- |
| 44 | 1  | Busted                                        | Poszukiwani                         | Allan Kroeker         | Jason Katims                                | 9 października 2001  | 15 marca 2003              |
| 45 | 2  | Michael, The Guys and The Great Snapple Caper | Michael, kumple i butelka Snapple’a | Paul Shapiro          | Ronald D. Moore                             | 16 października 2001 | 22 marca 2003              |
| 46 | 3  | Significant Others                            | Inni Znaczący                       | Patrick R. Norris     | David Simkins                               | 23 października 2001 | 29 marca 2003              |
| 47 | 4  | Secrets and Lies                              | Tajemnice i kłamstwa                | Jonathan Frakes       | Russel Friend, Garrett Lerner               | 30 października 2001 | 5 kwietnia 2003            |
| 48 | 5  | Control                                       | Kontrola                            | Bill L. Norton        | Gretchen J. Berg, Aaron Harberts            | 6 listopada 2001     | 12 kwietnia 2003           |
| 49 | 6  | To Have and To Hold                           | Mieć i zachować                     | Frederick King Keller | Ronald D. Moore                             | 13 listopada 2001    | 26 kwietnia 2003           |
| 50 | 7  | Interruptus                                   | Przerywnik                          | Bruce Seth Green      | David Simkins                               | 20 listopada 2001    | 10 maja 2003               |
| 51 | 8  | Behind the Music                              | Poza muzyką                         | Jonathan Frakes       | Russel Friend, Garrett Lerner               | 27 listopada 2001    | 17 maja 2003               |
| 52 | 9  | Samuel Rising                                 | Spełnione marzenia Samuela          | Patrick R. Norris     | Jason Katims                                | 18 grudnia 2001      | 24 maja 2003               |
| 53 | 10 | A Tale of Two Parties                         | Opowieść o dwóch imprezach          | Allan Kroeker         | Laura J. Burns, Melinda Metz                | 1 stycznia 2002      | 31 maja 2003               |
| 54 | 11 | I Married An Alien                            | Poślubiłem kosmitkę                 | Patrick R. Norris     | Ronald D. Moore                             | 29 stycznia 2002     | 7 czerwca 2003             |
| 55 | 12 | Ch-Ch-Changes                                 | Zmiany                              | Paul Shapiro          | Gretchen J. Berg, Aaron Harberts            | 5 lutego 2002        | 14 czerwca 2003            |
| 56 | 13 | Panacea                                       | Panacea                             | Rodney Charters       | Russel Friend, Garrett Lerner               | 12 lutego 2002       | 21 czerwca 2003            |
| 57 | 14 | Chant Down Babylon                            | Pieśń Babilonu                      | Lawrence Trilling     | Ronald D. Moore                             | 26 lutego 2002       | 28 czerwca 2003            |
| 58 | 15 | Who Died and Made You King?                   | Kto umarł i uczynił cię królem?     | Peter B. Ellis        | Gretchen J. Berg, Aaron Harberts            | 23 kwietnia 2002     | 5 lipca 2003               |
| 59 | 16 | Crash                                         | Katastrofa                          | Patrick R. Norris     | David Simkins                               | 30 kwietnia 2002     | 19 lipca 2003              |
| 60 | 17 | Four Aliens and A Baby                        | Czterech obcych i dziecko           | William Sadler        | Jason Katims, Russel Friend, Garrett Lerner | 7 maja 2002          | 26 lipca 2003              |
| 61 | 18 | Graduation                                    | Ukończenie szkoły                   | Allison Liddi         | Jason Katims, Ronald D. Moore               | 14 maja 2002         | 2 sierpnia 2003            |